# Антропология
Антропологията (на гръцки: άνθρωπος – човек) е наука за човека и човечеството. Антропологията е комплексна дисциплина: както социална, така и природна наука, която изучава голям брой въпроси от произхода и разселенията на човешките същества, родствените системи и културните им практики и поведение в тяхната многоизмерност и многопластовост. Изучаването на човека е свързано както с биологичните му характеристики, така със специфичните му небиологическите му характеристики - културни и социални.
Основна тема на антропологията, от гледище на физическата характеристика на човека, е структурата, функциите и развитието на човешкото тяло.
Другата основна тема на антропологията е понятието за културата и идеята, че човешката природа представлява култура; че нашият вид е развил универсална способност да възприема света символично и абстрактно и да го преобразява (включително и себе си) с помощта на такива символи.
Границите на антропологията с останалите науки (философия, биология, езикознание, психология, социология, история, теология и медицина) са естествено неясни, тъй като „човекът“, като обект на изучаване, се изследва и от всички тези науки.

## История на антропологията
Терминът „антропология“ се проследява още в античната философия. Древногръцкият философ Аристотел (384 – 322 г. пр.н.е.) първи го употребява за да обозначи областта от знания, изучаваща духовната страна на човешката природа. През 15-и и 16 век във връзка с развитието на колониалната политика спрямо туземните народи се заражда и антропологията като наука. В този период преобладава религиозното християнско мислене и увереността на управляващите, че трябва да внесат ред и морал в останалата част на света. През 18 век еволюира разбирането, че културите са еволюирали от дивачество към цивилизация.
През 1735 г. Карл Линей в „Sistema naturale“ допуска, че формите на живот са достигнали днешните си различия чрез еволюция и извършва системна категоризация на човека и другите живи същества.
През 1775 г. в „За естествената история на човечеството“ Блуменах разделя човешкия род на пет расови типа, базирайки се на цвета на кожата и други физически характеристики. Според него „кавказецът е сътворената от Бога форма, а другите човешки разновидности са дегенерирали въз основа на първоначалния кавказки тип“.
През 19-и век се налага възгледът, че расовите различия обособяват начина на живот на отделните раси.
През 1859 г. Чарлз Дарвин излага своята теория „За произхода на видовете“. По това време в науката стават известни първите вкаменелости на древния човек. Археологическата наука също подкрепя тезата за еволюцията на цивилизациите. Е. Б. Тайлър развива теорията за „еволюция на религията“, като приема, че отживелиците са доказателство за реконструиране на еволюционното минало на примитивни култури. Той е първият антрополог назначен на работа през 1883 г. като професионален учен.
Франц Боас става основоположник на културния релативизъм, внасяйки научния стил на емпиризма в антропологията. Заедно със своите ученици превръща антропологията в изследователска област в по-големите университети на САЩ. На практика те стават най-ревностните критици на расизма в началото на 20 век, отхвърляйки твърдението, че расовата природа определя начина на живот. Според тях всеки начин на живот може най-добре да бъде разбран чрез собствените си ценности. През този период в САЩ се оформя идеята за културните региони в които отделните общества придобиват общи черти благодарение на дифузията в тези региони.
В този период и европейската антропология се отказва от културната еволюция и възприема свой собствен тип дифузионизъм като средство за реконструиране на социалната история.
През 30-те години на 20 век в Англия се обособява идеята, че обществото съществува, защото обичаите му са адаптивни и позволяват на хората да се справят с обкръжението си един с друг. Това е периодът на така наречения функционализъм в антропологията. Обществото оцелява, защото членовете му успяват да задоволят седем биологични и психологически потребности – изхранване, възпроизводство, физически удобства, сигурност, почивка, движение и растеж.
В Англия в същия период се обособява и паралелно виждане за ролята на психологията в обособяване начина на живот. След Втората световна война тези две паралелни направления в културната антропология продължават да се развиват, като се развиват много специализирани подобласти на тези два подхода.
Въпреки растящото си многообразие, антрополотията все още има идентичност на единна област. В САЩ са обособени Дружество за психологическа антропология, Етнологично дружество, Дружество за културна антропология, Дружество за визуална антропология, Асоциация на практикуващите антрополози и др. Все повече се заемат кариерни ниши, които по-рано са се заемали от социолози, икономисти и други. Американската антропологична асоциация организира годишни срещи и издава месечен бюлетин за последните новости и тенденции в антропологията.
В Русия под антропология до 90-те години се разбира дисциплината физическа антропология, но след перестройката във висшите учебни заведения започват да се появяват катедри по социална, културна, политическа и философска антропология.

## Видове антропология

### Физическа антропология
Физическата антропология изследва разнообразни въпроси за произхода на човека, еволюционната му история, разселения и продължаващото видоизменение сред общностите в света. Често биват изучавани вкаменени останки и праисторически следи, за да се изгради картина на адаптацията на човека. Обект на интерес е приспособяването на човека към определена природна среда, а също и неговата диета и ефектите ѝ върху човешкото тяло. Така например се теоретизира, че азиатски етноси може би имат свити очи, защото в много продължителен период са живели в пустинни области, като се смята, че промяната в техните очи е свързана с тези условия на живот.

### Медицинска антропология
Медицинската антропология е интердисциплинарно поле, което изучава „човешкото здраве и заболявания, здравеопазващи системи и биокултурна адаптация“. Понастоящем изследванията в медицинската антропология представляват едно от най-растящите и развиващите се полета на антропологията като цяло. Други полета, които са пресечни на медицинската антропология са културна психиатрия, транскултурна психиатрия и т.н.

### Лингвистична антропология
Антропология на езика (лингвистична антропология). Основни въпроси са: ролята на езика в човешкия живот, произхода на езика, начините, по които се изменят езиците. Тази наука е интердисциплинарна. Служи си много с езикознанието, но за разлика от лингвистите в други области, антрополозите-лингвисти се занимават не само с езика сам по себе си, а с отношенията между езика, човека и приложението му в различните социални групи.

### Културна антропология
Културната антропология, или още етнология, е основно подразделение на антропологията, която се занимава с изучаването на културата във всичките ѝ аспекти и използва методи, концепции, както и данните на археологията, етнографията и етнологията, фолклора и лингвистика в описанията и анализите на различните общности по света.

### Социална антропология
Терминът „социална антропология“ се появява във Великобритания през първите години на 20 век и е използван, за да опише отличителния стил на антропологията – сравнителна, теренна работа, базирана, и със силни интелектуални връзки към социологическите идеите на Емил Дюркем и групата на френските учени свързана със списанието L'année Принос има Бронислав Малиновски, който е един от най-важните антрополози на 20 век, широко признат като основател на социалната антропология и главно се свързва с теренни проучвания на народите на Океания.
Темите на интерес за социалните антрополози включват обичаи, икономическа и политическа организация, право и разрешаване на конфликти, модели на потребление и обмен, родство и структурата на семейството, отношенията между половете, раждаемост и социализация, религия. Днешните социални антрополози също се занимават с проблемите на глобализма, етническо насилие, джендър изследвания, транс национализъм и местния опит, и най-новите култури на киберпространството, и също може да помогне с привеждане на опоненти, когато грижите за околната среда влязат в конфликт с икономическото развитие.